# Friedrich Wilhelm Elchlepp
Friedrich Wilhelm Elchlepp (* 18. März 1897 in Stendal; † 6. November 1956 in Erfurt) war ein deutscher Lehrer und Kurator.

## Leben
Friedrich Wilhelm Elchlepp war zweiter Sohn des Stendaler Magistratsobersekretärs Otto Elchlepp (* 1868) und dessen Ehefrau Camilla, geborene Weinoldt. Seine Brüder waren Albert (* 1894), ein 1921 verheirateter Diplom-Ingenieur in Kassel sowie späterer Lehrer an der Ingenieurschule in Gumbinnen, und Otto (* 1898), ein 1931 verheirateter Diplom-Kaufmann in Berlin.
Der Erste Weltkrieg war für Elchlepp als Kriegsfreiwilligen nach vier Dienstjahren in einem Flakregiment und einer Auszeichnung mit dem Eisernen Kreuz als Leutnant der Reserve beendet.
Das SPD-Mitglied Friedrich Elchlepp, das sich „Fritz“ nennen ließ, arbeitete zunächst als Lehrer an der Oberrealschule der Franckeschen Stiftungen zu Halle an der Saale. In den Jahren 1923 bis 1929 war Elchlepp Leiter der Hartsteinwerke Heyrothsberge. Von November 1929 bis März 1930 setzte er seine Tätigkeit im Lehrerberuf als Studienassessor an einer Oberschule in Oschersleben fort und schied zum 31. des Monats aus dem Schuldienst als Studienrat aus. Auf die Stelle des zweiten Direktors der Strafanstalt Wolfenbüttel wurde Elchlepp im Jahr 1930 berufen und 1931 bekam Elchlepp eine Stelle als Lehrer an der Polizeiberufsschule Berlin. Auf dem „Personalblatt A für Direktoren, Wissenschaftliche Lehrer und Kandidaten des höheren Lehramtes“ findet sich der Eintrag, dass Elchlepp zu dieser Zeit „evangelischen Bekenntnisses (Religion)“ war. Er wurde auf die Weimarer Reichsverfassung am 25. April 1922 sowie am gleichen Tag auf die Landesverfassung vereidigt, und der Beginn seines Dienstalters für den höheren Schuldienst Preußens begann ab 1. April des Folgejahres zu zählen.
Im „Dritten Reich“ leitete Elchlepp ein Kinderheim in Bad Suderode, nachdem er aus dem Schuldienst der Berliner Polizeiberufsschule – wie fast alle aktiven Mitglieder der demokratischen Parteien – entfernt worden war. Als Lehrer an der Polizeiberufsschule wohnte Elchlepp im Berliner Stadtbezirk Treptow. Nach seinem Wegzug von Berlin befasste sich der Studienrat a. D. neben der Leitung des Erholungsheimes für Kinder mit der Familien- bzw. Ahnenforschung und gab dazu in den Jahren 1935 bis 1937 im Selbstverlag in Bad Suderode eine Zeitschrift als Rundschreiben heraus. In der Endphase des Zweiten Weltkrieges wurde der ehemalige Leutnant von 1917 volkssturmpflichtig und entsprechend seinem Offiziersdienstgrad eingesetzt, konnte sich jedoch mit seinen Volkssturm-Männern – noch vor dem Anrücken der US-Amerikaner – der Waffen und Uniformen entledigen.

### Lebensweg nach 1945
Unmittelbar nach dem Zweiten Weltkrieg wirkte Elchlepp zeitweise als Landrat des Landkreises Quedlinburg, wurde jedoch auf eigenen Wunsch zum 1. Oktober 1945 ins Volksbildungsministerium der Provinzialregierung Sachsen-Anhalt in der SBZ versetzt. Im Dezember 1945 wurde er der Nachfolger des nach Kriegsende noch amtierenden, unbelasteten Universitätskurators, Friedrich Tromp (1875–1954), und in dieser Eigenschaft der Vertreter des Volksbildungsministers der Provinzialregierung Sachsen-Anhalt an der Universität Halle. Dort war zu jener Zeit der evangelische Theologe Otto Eißfeldt Rektor.
In der Funktion Universitätskurator hatte Elchlepp ein Einspruchsrecht bei den Stellenbesetzungsvorschlägen des Rektors und machte davon mehrmals Gebrauch, etwa im Fall des Rechtsprofessors Arthur Wegner (1900–1989). und bei der beabsichtigten Wiederberufung des ehemaligen Hallenser Professors Waldemar Mitscherlich (1877–1961), der nach seiner Rückkehr in die Saalestadt 1946 an der MLU Vertretungen und Übungen bis 1947 abhielt. Elchlepp bemühte sich in anderen Fällen um die Rückkehr von ehemaligen Hallenser Professoren aus dem Exil. So schrieb er durch Vermittlung eines ihm bekannten Lehrers/Rektors im Jahr 1946 an den einstigen Hallenser Altertumswissenschaftler Paul Friedländer (1882–1968) und an den ehemaligen Universitätsprofessor Richard Laqueur (1881–1959), die wegen ihrer jüdischen Abstammung im nationalsozialistischen Deutschland von der Martin-Luther-Universität verdrängt und entlassen wurden, ob sie nicht an die hallesche Universität zurückkehren wollten. Aus unterschiedlichen Gründen blieben jedoch seine Bemühungen bei beiden Wissenschaftlern ohne Erfolg. Elchlepp war zunächst für die Vorbereitung einer ministeriell angeordneten Universitätsfeier in der Aula am 13. September 1947 vorgesehen, auf der die Verfolgten des Naziregimes aus dem Lehrkörper der Jahre 1933 bis 1945 geehrt werden sollten, darunter auch der Wirtschafts- und Staatswissenschaftler Waldemar Mitscherlich. Dieser musste 1941 die Martin-Luther-Universität Halle-Wittenberg verlassen wegen eines erneuten politischen Zusammenstoßes mit nationalsozialistischen Studenten. Der Kurator konnte die organisatorische Vorbereitung der Feier an die für den inhaltlichen Ablauf Verantwortlichen abgeben, an den Rektor Eißfeldt, den Senat und die Studentenschaft, dank einer Verfügung des Volksbildungsministers Ernst Thape.

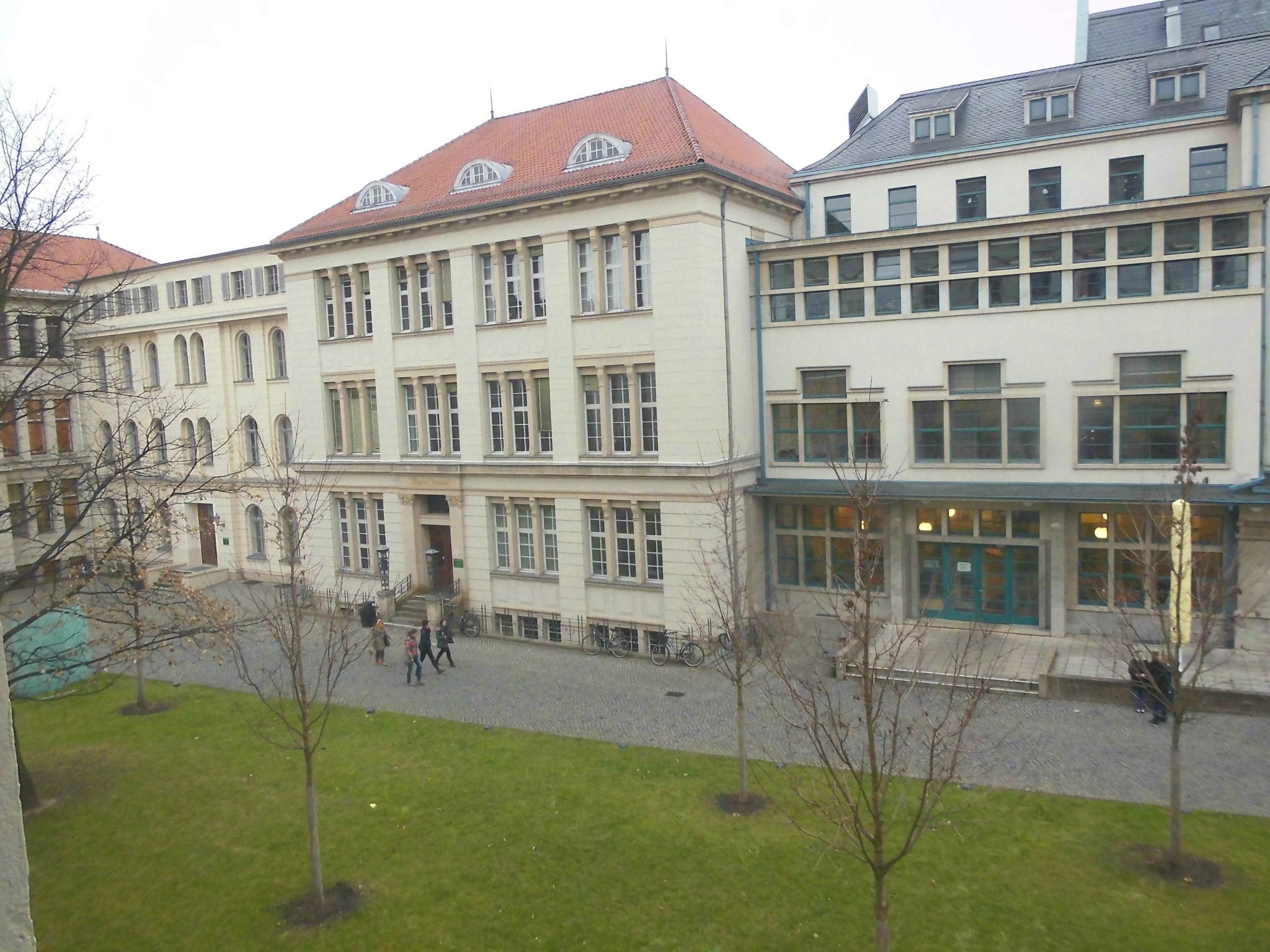
Halle: Arbeitsplätze des Kurators Elchlepp und des Rektors (linkes Gebäude neben dem Thomasianum/Bildmitte), Universitätsplatz 10

Zivilcourage legte Kurator Elchlepp zusammen mit dem sowjetischen Hochschuloffizier, Major Rosenbaum, 1946 an den Tag, als er sich bei der SMAD dafür verwendete, dass eine im Jahr 1946 verhaftete Hallenser LDP-Studentengruppe kurzfristig wieder freigelassen wurde. Ab März 1947 erhielt er als Kurator in juristischen Fragen Unterstützung durch einen Universitätssyndikus, einen seiner Bekannten aus Bad Suderode und Quedlinburg, den promovierten Juristen Dietrich Wilde, der später nach seiner Flucht in den Westen Deutschlands Elchlepp als „Meister der politischen Taktik“ charakterisierte. Er setzte sich Mitte Februar 1948 bei der Landesregierung Sachsen-Anhalt für die schnelle Berufung des Sozialisten Leo Kofler zum Professor für Geschichte und Geschichtsphilosophie ein, da dessen Interesse insbesondere dem dialektischen und historischen Materialismus galt.
Elchlepp war auch zuständig für die Verwaltung der ehemaligen Franckeschen Stiftungen, die er als Studienreferendar 1922 an der dort ansässigen Oberrealschule ausführlich kennengelernt hatte. Als Universitätskurator ergriff der spätere Dr. phil. Elchlepp 1947 die Initiative zur Gründung des Universitätsarchivs und übertrug dem ehemaligen Studienrat Friedrich Prillwitz (1892–1962) den Aufbau und die Leitung. Kurator Elchlepp unterstützte im September 1948 in einem Schreiben an den Volksbildungsminister die Berufung des promovierten Juristen und ehemaligen SPD-Mitgliedes Willi Brundert zum Professor für Wirtschafts-, Steuer und Verwaltungsrecht an der Martin-Luther-Universität mit der Begründung, dass dessen Vorlesungen – im Gegensatz zu anderen Dozenten der Juristischen Fakultät – „nach marxistischen Gesichtspunkten“ aufgebaut seien. Nach Beendigung seiner Tätigkeit als Kurator wegen Aufhebung des Kuratoriums an der Hallenser Universität – wie an allen Universitäten der SBZ – wurde Elchlepp Ministerialdirigent im Ministerium für Volksbildung, Kunst und Wissenschaft in Halle (Saale) unter Minister Ernst Thape und danach – unter dem kommissarisch tätigen Volksbildungsminister Richard Schallock – Hauptabteilungsleiter der Schulabteilung.
Elchlepp wird in einer Studie zu den Opfern des Totalitarismus gezählt. Er war in seiner Amtsführung umstritten, da er oftmals „bei der Gleichschaltung und Anpassung der Universität an die offizielle SED-Politik“ über das Ziel hinausschoss. Im Jahr 1950 wurde der ehemalige Kurator der Unterschlagung beschuldigt und sechs Monate ohne Verhör und Anklage in Haft gehalten, jedoch 1951 von der SED rehabilitiert. Ab August 1953 war Elchlepp Direktor der Oberschule Waldsieversdorf im damaligen Bezirk Frankfurt/Oder und danach Oberschullehrer in Erkner sowie später in Erfurt.
Friedrich W. Elchlepp war seit dem 14. April 1923 verheiratet mit Käthe Hanna Lucie Spangenberg, geboren am 9. Juli 1900 in Tangermünde. Aus der Ehe gingen ein Sohn und eine Tochter, Hanna Käthe (* 1926) hervor, beide geboren in Biederitz-Heyrothsberge. Sein Sohn war der Konteradmiral der Volksmarine Friedrich Elchlepp (1924–2002). Dessen Großvater Otto Elchlepp begründete die Familientradition, dass bis zur Urenkelgeneration von ihm ein Sohn jeweils den Vornamen Friedrich, genannt „Fritz“, bekam. Friedrich W. Elchlepp starb im 60. Lebensjahr in Erfurt.

## Sachbuchautor

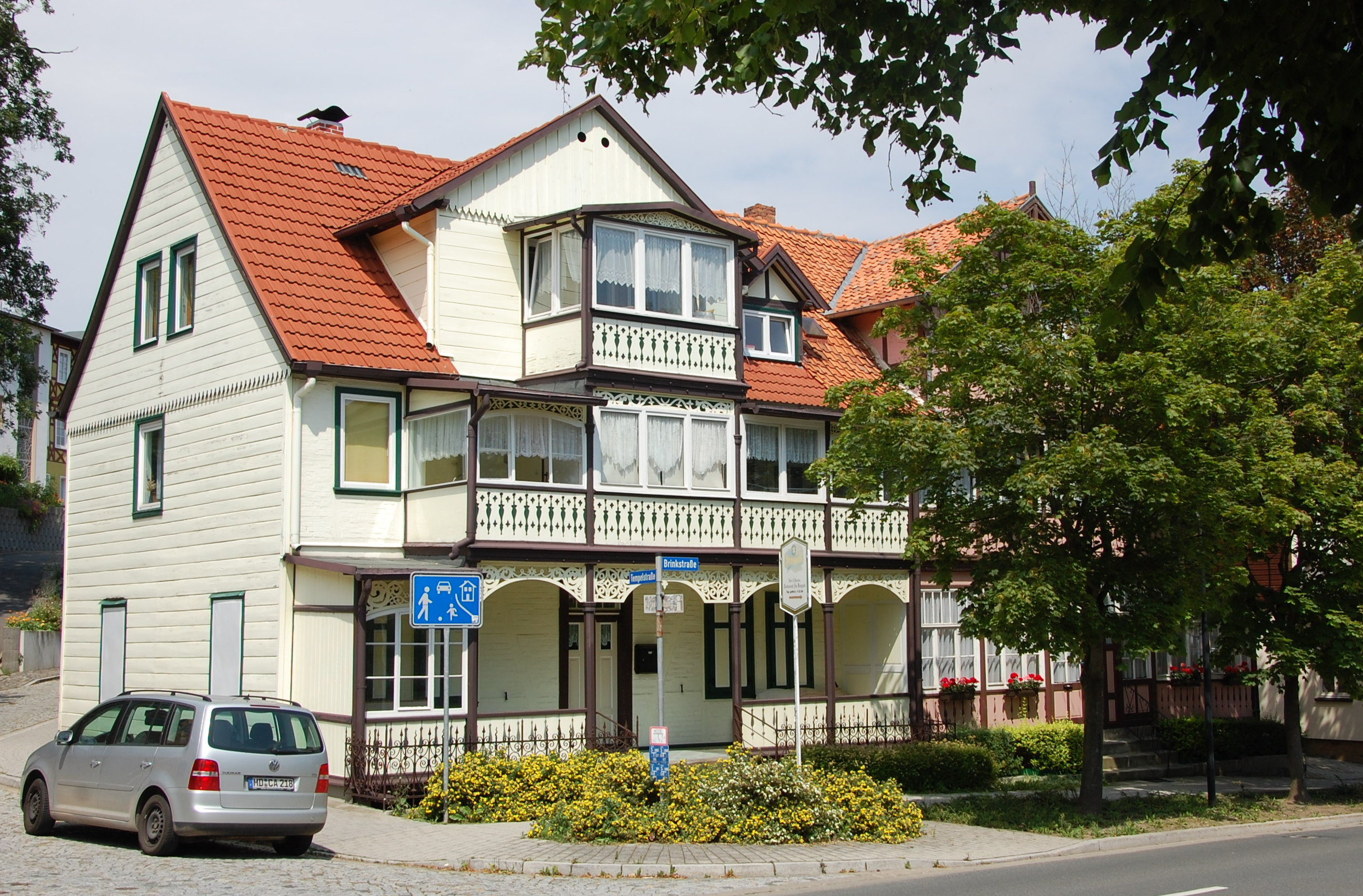
Wirkungsstätte Elchlepps in Bad Suderode (Aufnahme 2014), Haus Brinkstraße 32, 34; links Haus Nummer 34 rechts Nummer 32

Friedrich Elchlepp verfasste im Winter 1936/37 das Werk Das ritterliche Geschlecht von Elchleben und im März 1940 folgte die Geschichte der Familie Elchleb – Elchlep – Elchlepp – Elgleb im Selbstverlag in Bad Suderode. Der Autor schrieb in seinem damaligen Wohnort Bad Suderode, in der Brinkstraße 32 die Geschichte des Familienverbandes.
Unter der Überschrift Der Geist der neuen Schule lieferte Elchlepp 1945 einen Beitrag, in dem er sich für die „Einheitsschule als Schule der Zukunft“ aussprach.

## Familienname Elchlepp
Der Familienname Elchlepp beruht auf einem früheren Dorf in Thüringen, namens Ellichleben, einen heutigen Ortsteil der Gemeinde Witzleben im Ilm-Kreis.
Ein Namensvetter war der am 26. Februar 1857 in Großhartmannsdorf als Sohn eines Kantors geborene Friedrich August Elchlepp, evangelisch-lutherischer Pfarrer in Sachsen. Der Geistliche gehörte zu einem der zahlreichen Zweige, die im Handbuch bzw. Nachschlagewerk der Familien Elchlepp einflossen. Ab 1884 war dieser Friedrich Elchlepp Diakonus und ab 1887 Pfarrer in Untersachsenberg sowie von 1893 bis zu seiner Emeritierung im Jahr 1921 Gemeindepfarrer in Obergruna, heute ein Ortsteil der sächsischen Stadt Großschirma im Landkreis Mittelsachsen. Mit seiner Ehefrau, Marta geborene Meißner, einer Kaufmannstochter, zog er zwei Söhne auf. Der Ältere, Karl Friedrich Johannes, geboren am 21. Juli 1897 in Obergruna, trat als 17-Jähriger ins Heer als Kriegsfreiwilliger ein und fiel am 28. Juni 1918 bei Neuf-Berquin in Frankreich. Der jüngere Sohn, August Otto Lothar Horst, geboren am 1. April 1901 in Obergruna, verzog als Angestellter mit seiner 1932 in Radebeul geheirateten Frau, Elisabeth Tomaschek aus Oberlößnitz, nach Altenburg. Pfarrer i. R. Elchlepp verlebte seinen Lebensabend in Radebeul und starb 1945.